# Championnats d'Europe d'athlétisme jeunesse 2016
Navigation
Édition suivante
La 1re édition des Championnats d'Europe d'athlétisme jeunesse se déroule du 14 au 17 juillet 2016 à Tbilissi en Géorgie.
Cette édition inaugurale concerne les athlètes âgés de moins de 18 ans et a été attribuée en mai 2014 par l'Association européenne d'athlétisme à la capitale géorgienne sur la ville italienne de Rieti, autre candidate. Les minima de qualification sont publiés en octobre 2015.

## Délégations
- Allemagne (46)
- Andorre (5)
- Arménie (4)
- Autriche (17)
- Azerbaïdjan (1)
- Belgique (18)
- Biélorussie (31)
- Bosnie-Herzégovine (4)
- Bulgarie (16)
- Chypre (3)
- Croatie (15)
- Danemark (12)
- Espagne (42)
- Estonie (20)
- Finlande (26)
- France (35)
- Géorgie (12) (hôte)
- Gibraltar (3)
- Grèce (20)
- Hongrie (39)
- Irlande (30)
- Islande (3)
- Israël (8)
- Italie (54)
- Kosovo (4)
- Lettonie (15)
- Lituanie (19)
- Luxembourg (4)
- Macédoine (2)
- Malte (2)
- Moldavie (3)
- Monaco (1)
- Norvège (27)
- Pologne (38)
- Portugal (15)
- République tchèque (31)
- Roumanie (31)
- Royaume-Uni (33)
- Saint-Marin (2)
- Serbie (17)
- Slovaquie (16)
- Slovénie (36)
- Suède (21)
- Suisse (30)
- Turquie (37)
- Ukraine (46)

La Fédération russe d'athlétisme ne participe pas, étant suspendue pour dopage récurrent.

## Résultats

### Hommes
| Épreuves | Or                                                                                     | Argent                                                                  | Bronze                                                                             |
| --- | -------------------------------------------------------------------------------------- | ----------------------------------------------------------------------- | ---------------------------------------------------------------------------------- |
| 100 m | Marvin Schulte 10 s 56 PB                                                              | Henrik Larsson 10 s 57 PB                                               | Samuel Purola 10 s 62 =PB                                                          |
| 200 m | Jona Efoloko 21 s 15                                                                   | Kasper Kadestål 21 s 18 PB                                              | Pol Retamal 21 s 24                                                                |
| 400 m | Ihar Zubko 47 s 16 PB                                                                  | Mihai Cristian Pislaru 47 s 46                                          | Mahsum Korkmaz 47 s 69                                                             |
| 800 m | George Mills 1 min 48 s 82 PB                                                          | Andrea Romani 1 min 49 s 58                                             | Simone Barontini 1 min 49 s 78                                                     |
| 1 500 m | Jake Heyward 4 min 0 s 64                                                              | Pierre Proust 4 min 1 s 62                                              | Enrique Herreros 4 min 2 s 06                                                      |
| 3 000 m | Elzan Bibić 8 min 9 s 06                                                               | Annasse Mahboub 8 min 20 s 20 PB                                        | Adrian Garcea 8 min 20 s 94 PB                                                     |
| 110 m haies | Dániel Eszes 13 s 39 PB                                                                | Tuur Bras 13 s 42 PB                                                    | Jason Nicholson 13 s 45 PB                                                         |
| 400 m haies | Alessandro Sibilio 51 s 46 PB                                                          | Aleix Porras 51 s 56                                                    | Emil Agyekum 51 s 80 PB                                                            |
| 2 000 m steeple | Tim Van de Velde 5 min 53 s 77                                                         | Stefan Schmid 5 min 54 s 79 PB                                          | Rémi Schyns 5 min 55 s 06 PB                                                       |
| Relais suédois | Italie Lorenzo Paissan Mario Marchei Alessandro Sibilio Andrea Romani 1 min 52 s 78 PB | Espagne Sergio López Jesús Gómez Pol Retamal Iván Alba 1 min 53 s 62 PB | Pologne Damian Sztejkowski Rafał Pajak Szymon Kreft Maciej Wójcik 1 min 53 s 80 PB |
| 10 000 m marche | Łukasz Niedziałek 44 min 6 s 49                                                        | Abdulselam İmük 45 min 30 s 41                                          | David Kuster 45 min 42 s 09                                                        |
| Saut en longueur | Panayiotis Mantzouroyiannis 7,60 m                                                     | Enzo Hodebar 7,54 m PB                                                  | Bogdan Sitoianu 7,31 m PB                                                          |
| Triple saut | Martin Lamou 16,03 m PB                                                                | Andrea Dallavalle 15,74 m PB                                            | Razvan Cristian Grecu 15,62 m SB                                                   |
| Saut en hauteur | Lucas Mihota 2,18 m PB                                                                 | Adónios Mérlos 2,16 m =PB                                               | Dmytro Nikitin 2,16 m PB                                                           |
| Saut à la perche | Emmanouíl Karalís 5,45 m                                                               | Bo Kanda Lita Baehre 5,30 m =PB                                         | Sondre Guttormsen 5,05 m PB                                                        |
| Lancer du poids | Odisséas Mouzenídis 21,51 m NYR PB                                                     | Dzmitriy Karpuk 21,24 m PB                                              | Eero Ahola 21,24 m                                                                 |
| Lancer du disque | Georgios Koniarakis 62,16 m PB                                                         | Tim Ader 60,84 m PB                                                     | Jan Vasco Bringmann 60,62 m PB                                                     |
| Lancer du marteau | Mykhaylo Havryliuk 82,26 m NYR PB                                                      | Jake Norris 79,20 m PB                                                  | Ragnar Carlsson 75,71 m PB                                                         |
| Lancer du javelot | Kristaps Jaunpujens 77,01 m                                                            | Alexei Oleinik 74,49 m PB                                               | Matiss Velps 74,47 m PB                                                            |
| Décathlon | Manuel Wagner 7 382 pts PB                                                             | Jorg Vanlierde 7 311 pts PB                                             | Leon Okafor 7 232 pts                                                              |
| Records et Performances - AR : Record continental (area record) - CR : Record des championnats (championship record) - MR : Record du meeting (meet record) - NR : Record national (national record) - OR : Record olympique (olympic record) - PR : Record paralympique (paralympic record) - PB : Record personnel (personal best) - SB : Meilleure performance personnelle de la saison (season's best) - WL : Meilleure performance mondiale de l'année (world leader) - WJR : Record du monde junior (world junior record) - WR : Record du monde (world record) Circonstances et Conditions - DNF : N'a pas terminé (did not finish) - DNS : N'a pas pris le départ (did not start) - DQ : Disqualification (disqualification) - NM : Aucun essai valable enregistré (No Mark) - Q : Qualifié « directement » au prochain tour (ou à la prochaine compétition), lors d'une compétition majeure, grâce au classement ou à la réalisation des minima (automatic qualifier) - q : Qualifié au prochain tour (ou à la prochaine compétition), lors d'une compétition majeure, grâce au repêchage ou à la réalisation de l'une des meilleures performances parmi celles des « non qualifiés directement » (grâce au meilleur temps ou à la meilleure distance par exemple) (secondary qualifier) |                                                                                        |                                                                         |                                                                                    |

### Femmes
| Épreuves | Or                                                                                      | Argent                                                                                     | Bronze                                                                                |
| --- | --------------------------------------------------------------------------------------- | ------------------------------------------------------------------------------------------ | ------------------------------------------------------------------------------------- |
| 100 m | Keshia Kwadwo 11 s 76                                                                   | Gina Akpe-Moses 11 s 80 PB                                                                 | Klaudia Adamek 11 s 82                                                                |
| 200 m | Marine Mignon 23 s 35 NYR                                                               | Alisha Rees 23 s 70                                                                        | Nikola Bendová 24 s 00                                                                |
| 400 m | Andrea Miklós 52 s 70 PB                                                                | Karolina Łozowska 54 s 56                                                                  | Josefine Tomine Eriksen 55 s 26                                                       |
| 800 m | Isabelle Boffey 2 min 07 s 19                                                           | Anna Burt 2 min 08 s 54                                                                    | Gabriela Gajanová 2 min 09 s 43                                                       |
| 1 500 m | Delia Sclabas 4 min 22 s 51 PB                                                          | Sabrina Sinha 4 min 23 s 10                                                                | Erin Wallace 4 min 28 s 17                                                            |
| 3 000 m | Delia Sclabas 9 min 23 s 44 PB                                                          | Stine Wangberg 9 min 26 s 65 PB                                                            | Lucy Pygott 9 min 28 s 15 PB                                                          |
| 110 m haies | Desola Oki 13 s 30 =PB                                                                  | Viktoryia Zakharchuk 13 s 48 PB                                                            | Molly Scott 13 s 51                                                                   |
| 400 m haies | Viivi Lehikoinen 58 s 28                                                                | Yasmin Giger 58 s 39 PB                                                                    | Sara Gallego 58 s 73 PB                                                               |
| 2 000 m steeple | Anna Mark Helwigh 6 min 34 s 52 PB                                                      | Tíra Pavuk 6 min 41 s 70                                                                   | Lora Ontl 6 min 43 s 60 PB                                                            |
| Relais medley (en) | France Cyréna Samba-Mayela Éloïse de la Taille Marine Mignon Iman Jean 2 min 08 s 48 PB | Pologne Klaudia Adamek Alicja Potasznik Martyna Kotwiła Karolina Łozowska 2 min 08 s 57 PB | Italie Camilla Maestrini Zaynab Dosso Valeria Simonelli Letizia Tiso 2 min 08 s 99 PB |
| 5 000 m marche | Meryem Bekmez 22 min 50 s 22 PB                                                         | Ayşe Tekdal 22 min 58 s 17 PB                                                              | Marina Peña 23 min 05 s 90                                                            |
| Saut en longueur | Holly Mills 6,19 m                                                                      | Maja Bedrač 6,19 m                                                                         | Marisa Carvalho 6,08 m                                                                |
| Triple saut | Georgiana Iuliana Anitei 13,19 m                                                        | Eva Pepelnak 13,03 m PB                                                                    | Téné Cissé 12,79 m                                                                    |
| Saut en hauteur | Maja Nilsson 1,82 m PB                                                                  | Urte Baikstyte 1,79 m                                                                      | Despina Maltabe 1,75 m                                                                |
| Saut à la perche | Alina Strömberg 4,15 m PB                                                               | Meritxell Benito 4,05 m                                                                    | Amálie Švábíková 4,05 m                                                               |
| Lancer du poids | Alexandra Emilianov 18,50 m PB                                                          | Jule Steuer 17,97 m PB                                                                     | Sydney Giampietro 17,45 m                                                             |
| Lancer du disque | Alexandra Emilianov 58,09 m PB                                                          | Amelie Döbler 50,14 m PB                                                                   | Helena Leveelahti 49,34 m PB                                                          |
| Lancer du marteau | Kateřina Skýpalová 66,58 m PB                                                           | Tatsiana Ramanouvich 66,16 m                                                               | Kiira Väänänen 66,00 m                                                                |
| Lancer du javelot | Arianne Duarte Morais 60,89 m PB                                                        | Carolina Visca 59,10 m                                                                     | Elina Kinnunen 57,40 m PB                                                             |
| Heptathlon | Alina Shukh 6 186 pts                                                                   | Sarah Lagger 6 175 pts                                                                     | Niamh Emerson 5 919 pts                                                               |
| Records et Performances - AR : Record continental (area record) - CR : Record des championnats (championship record) - MR : Record du meeting (meet record) - NR : Record national (national record) - OR : Record olympique (olympic record) - PR : Record paralympique (paralympic record) - PB : Record personnel (personal best) - SB : Meilleure performance personnelle de la saison (season's best) - WL : Meilleure performance mondiale de l'année (world leader) - WJR : Record du monde junior (world junior record) - WR : Record du monde (world record) Circonstances et Conditions - DNF : N'a pas terminé (did not finish) - DNS : N'a pas pris le départ (did not start) - DQ : Disqualification (disqualification) - NM : Aucun essai valable enregistré (No Mark) - Q : Qualifié « directement » au prochain tour (ou à la prochaine compétition), lors d'une compétition majeure, grâce au classement ou à la réalisation des minima (automatic qualifier) - q : Qualifié au prochain tour (ou à la prochaine compétition), lors d'une compétition majeure, grâce au repêchage ou à la réalisation de l'une des meilleures performances parmi celles des « non qualifiés directement » (grâce au meilleur temps ou à la meilleure distance par exemple) (secondary qualifier) |                                                                                         |                                                                                            |                                                                                       |

## Tableau des médailles
| Rang  | Nation          | Or | Argent | Bronze | Total |
| ----- | --------------- | -- | ------ | ------ | ----- |
| 1     | Grande-Bretagne | 5  | 4      | 4      | 13    |
| 2     | Allemagne       | 4  | 4      | 2      | 10    |
| 3     | Italie          | 3  | 3      | 3      | 9     |
| 4     | France          | 3  | 2      | 2      | 7     |
| 5     | Grèce           | 3  | 1      | 1      | 5     |
| 6     | Roumanie        | 2  | 1      | 3      | 6     |
| 7     | Moldavie        | 2  | 1      | 0      | 3     |
| 7     | Suisse          | 2  | 1      | 0      | 3     |
| 9     | Finlande        | 2  | 0      | 5      | 7     |
| 10    | Ukraine         | 2  | 0      | 1      | 3     |
| 11    | Biélorussie     | 1  | 3      | 0      | 4     |
| 12    | Pologne         | 1  | 2      | 2      | 5     |
| 13    | Belgique        | 1  | 2      | 1      | 4     |
| 13    | Suède           | 1  | 2      | 1      | 4     |
| 13    | Turquie         | 1  | 2      | 1      | 4     |
| 16    | Norvège         | 1  | 1      | 2      | 4     |
| 17    | Hongrie         | 1  | 1      | 0      | 2     |
| 18    | Tchéquie        | 1  | 0      | 2      | 3     |
| 19    | Lettonie        | 1  | 0      | 1      | 2     |
| 20    | Chypre          | 1  | 0      | 0      | 1     |
| 20    | Danemark        | 1  | 0      | 0      | 1     |
| 20    | Serbie          | 1  | 0      | 0      | 1     |
| 23    | Espagne         | 0  | 4      | 4      | 8     |
| 24    | Autriche        | 0  | 2      | 1      | 3     |
| 25    | Slovénie        | 0  | 2      | 0      | 2     |
| 26    | Irlande         | 0  | 1      | 1      | 2     |
| 27    | Lituanie        | 0  | 1      | 0      | 1     |
| 28    | Croatie         | 0  | 0      | 1      | 1     |
| 28    | Portugal        | 0  | 0      | 1      | 1     |
| 28    | Slovaquie       | 0  | 0      | 1      | 1     |
| Total | Total           | 40 | 40     | 40     | 120   |